# NGC 3766
NGC 3766 é um aglomerado aberto na direção da constelação de Centaurus. O objeto foi descoberto pelo astrônomo Nicolas Lacaille em 1751, usando um telescópio refrator com abertura de 0,5 polegadas. Devido a sua moderada magnitude aparente (+5,3), é fracamente visível a olho nu em regiões distantes de cidades. 